# 馬丘孔多爾森卡山
13°26′18″S 71°48′38″W / 13.43833°S 71.81056°W

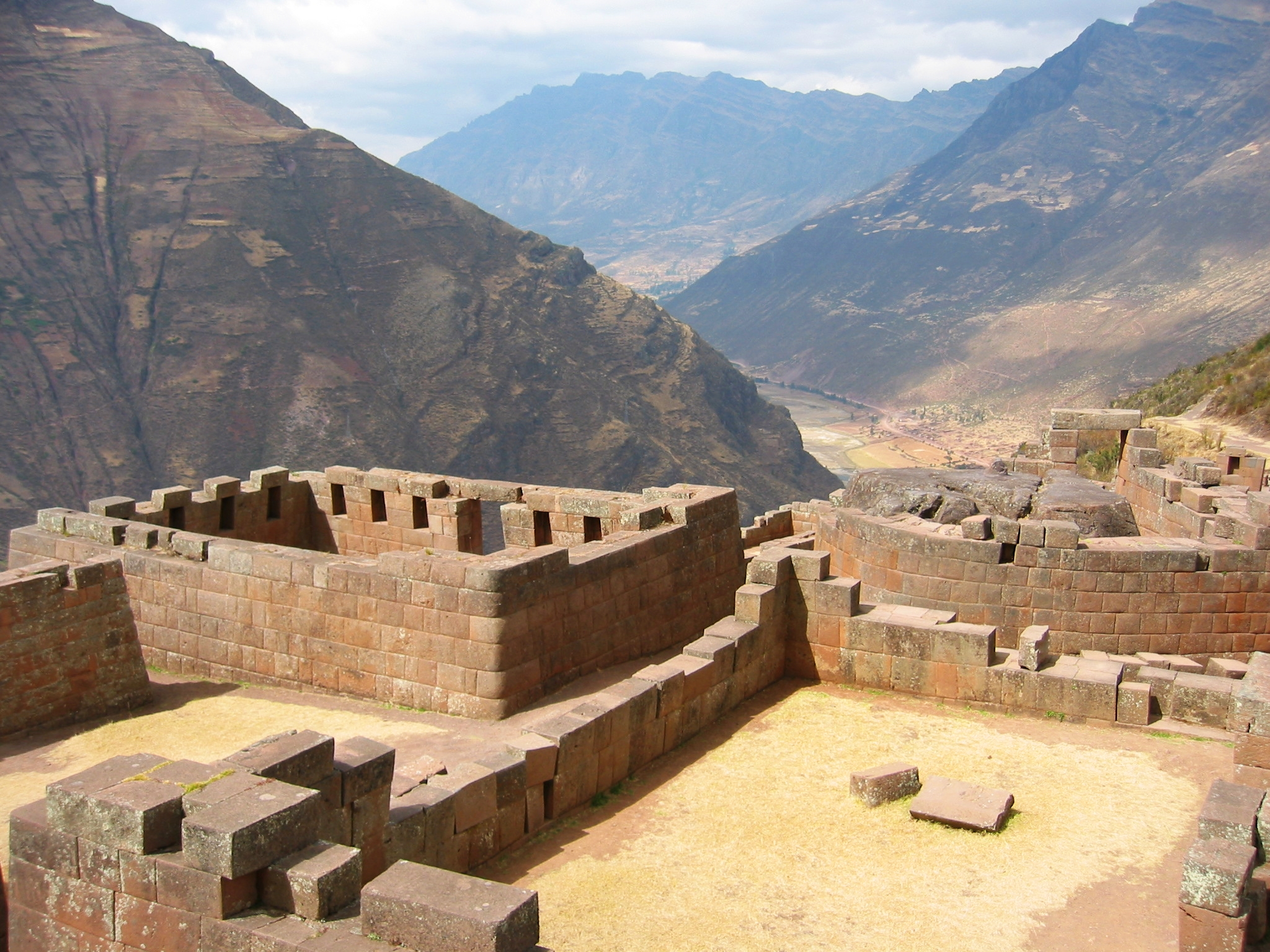

馬丘孔多爾森卡山（Machu Kuntur Sinqa），是秘魯的山峰，位於該國南部庫斯科大區的卡爾卡省，處於烏魯班巴河右岸，屬於安第斯山脈的一部分，海拔高度4,200米。